# ドイツによる戦略爆撃 (第一次世界大戦)

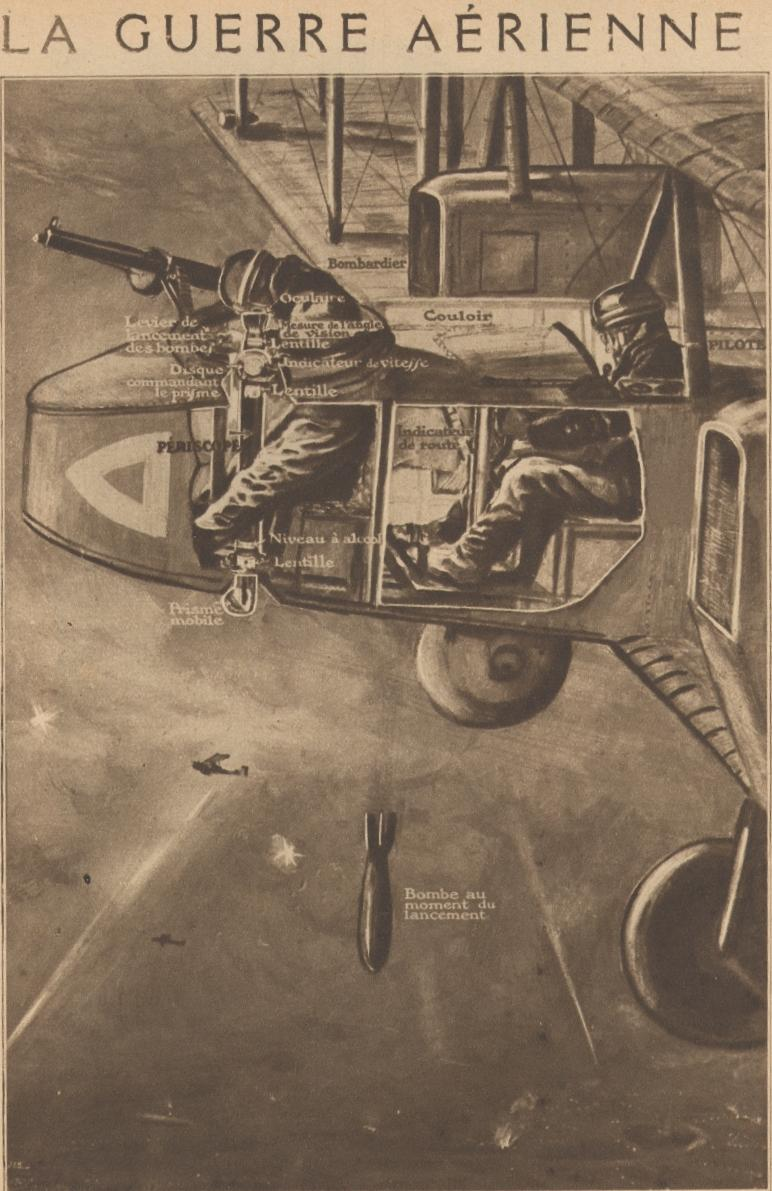
ゴータ機による爆撃の様子を描いた当時のイラスト。

ドイツによる戦略爆撃では、ドイツ帝国が第一次世界大戦において実施した戦略爆撃について述べる。このうちイギリス本土に対する爆撃にはゴータ G.IV等のゴータ社製の爆撃機が使用されており、このことからドイツ軍によるイギリス爆撃は｢ゴータの襲撃｣（Gotha Raid）とも呼称された。

## 前史
第一次世界大戦が進むと、それまで軍事的価値が低いとみなされていた航空機はその考えが誤っていることを証明した。大戦初期の経験を受けて両軍共に高度に専門化された戦闘用航空機についての概念に大きな関心を払うようになった。全てのコンセプトが実戦で正しいと認められたわけではないが、そのうちの1つに戦闘機として設計された「バトル・プレーン」（Battle-plane）と呼ばれる大型で重武装の多発機が存在した。バトル・プレーンはより機動性に優れた単座戦闘機（例としてドイツのフォッカー アインデッカーやイギリスのエアコー DH.2、フランスのニューポール11など）と戦うには不向きであると判明したが、一方で爆弾架を装着して中型爆撃機として運用した場合には大きな戦果を挙げた。ドイツではこれらバトル・プレーンは名称の頭に「K」（Kampfflugzeug）の文字を付けていたが、爆撃任務に就くようになると爆撃機であることを示すために「G」（Großflugzeug）の文字を付けるようになった。

## 「Türkenkreuz」作戦
1916年の終わり頃になるとドイツ軍は｢Türkenkreuz（トルコの十字架）｣作戦と呼ばれるイギリス本土昼間爆撃を計画し始めた。作戦に先立ってエルンスト・ブランデンブルク大尉（Hptm. Ernst Brandenburg）の指揮下に6隊のKastas (Kampfstaffel) から成るKagohl 3（Kagohl：Kampfgeschwader der Obersten Heeresleitung）が編成された。同時期のイギリスは防空手段の発達によりそれまでイギリスにたびたび攻撃を行っていたツェッペリン飛行船に対抗できるようになり、ドイツ軍はツェッペリン6隻を喪失した。冬季にはツェッペリンによる攻撃の回数は減少し、1917年春までにはイギリスにおいてドイツ軍の攻撃はもはや脅威ではないとする見方が広まった。ただし議会はドイツの軍事目標に対する報復の要請を続けるなど、必ずしも全ての人がそのような見方をしていた訳ではなかった。
西部戦線における損失の増大と、ルシタニア号事件の影響で1915年9月に一時中断されていたドイツの無制限潜水艦作戦が1917年2月に再開されたことを受けてイギリスは防空に割り当てていたリソースを他へと移した。政治面では航空機の生産手段への関心の低さという長年の問題は1917年初頭までにおおむね解決された。その結果として航空機用エンジンの生産数は増加したが、一方でこのことは同時期の航空攻撃に関して過大な自信を抱くことにもつながった。
ドイツ軍の作戦担当者にとってイギリス国内にある目標を爆撃することは容易ではなかった。飛行場と目標の距離が離れていることから爆撃任務には長距離航空機が適していたが、その数は不足していた。また前線からの要求により、｢サッと爆撃してサッと引き上げる｣戦略爆撃のような副次任務は限られた回数しか行われず、ドイツ軍の戦略爆撃による死者は1916年末までに26名を数えるに留まった。
1917年3月にゴータ G.IV爆撃機が配備されるようになると、ドイツ軍は戦略爆撃に適した航空機を持つことになった。今日ではEnglandgeschwaderとして知られるKagohl 3はベルギーのドイツ軍占領地であるヘントのシント・デアイス・ウェストレムとメッレのゴンテローデから作戦を行った。イギリス軍がこれらの基地を攻撃するとKagohl 3はヘントのマリアケルケとオーストッケルに移ることを余儀なくされた。1917年3月から4月にかけて最初のG.IV爆撃機が同部隊に配備された。

## ゴータの襲撃の開始

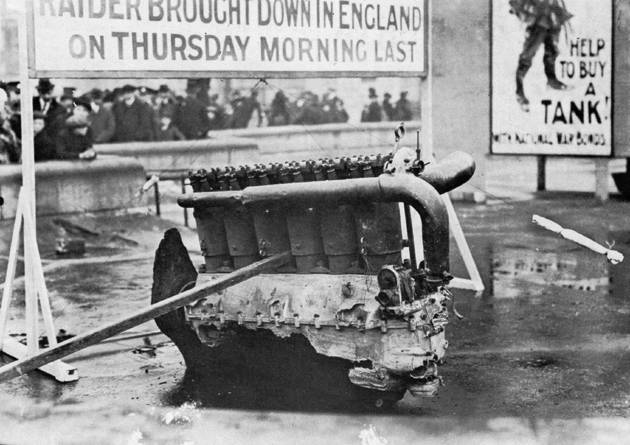
市民に向けて展示される撃墜されたゴータ機のエンジン。大戦中のイギリス爆撃を通じて61機のゴータ機が失われた。

1917年5月25日、Kagohl 3はロンドン昼間爆撃に23機のゴータ機を送り込んだが、うち2機は機器の不調により北海上空で引き返した。悪天候によって残りの爆撃機は予備目標であるフォークストンの港及びショーンクリフ付近の陸軍駐屯地に向かった。この攻撃でフォークストン周辺では死者95名・負傷者195名の被害が発生した。ショーンクリフでは死者18名（カナダ人兵士16名とイギリス人兵士2名）・負傷者90名の被害が発生した。この攻撃に対しイギリス海軍航空隊のソッピース パップ9機が出撃し、基地に帰還途中のゴータ機編隊をベルギー沿岸で捕捉して1機を撃墜した。

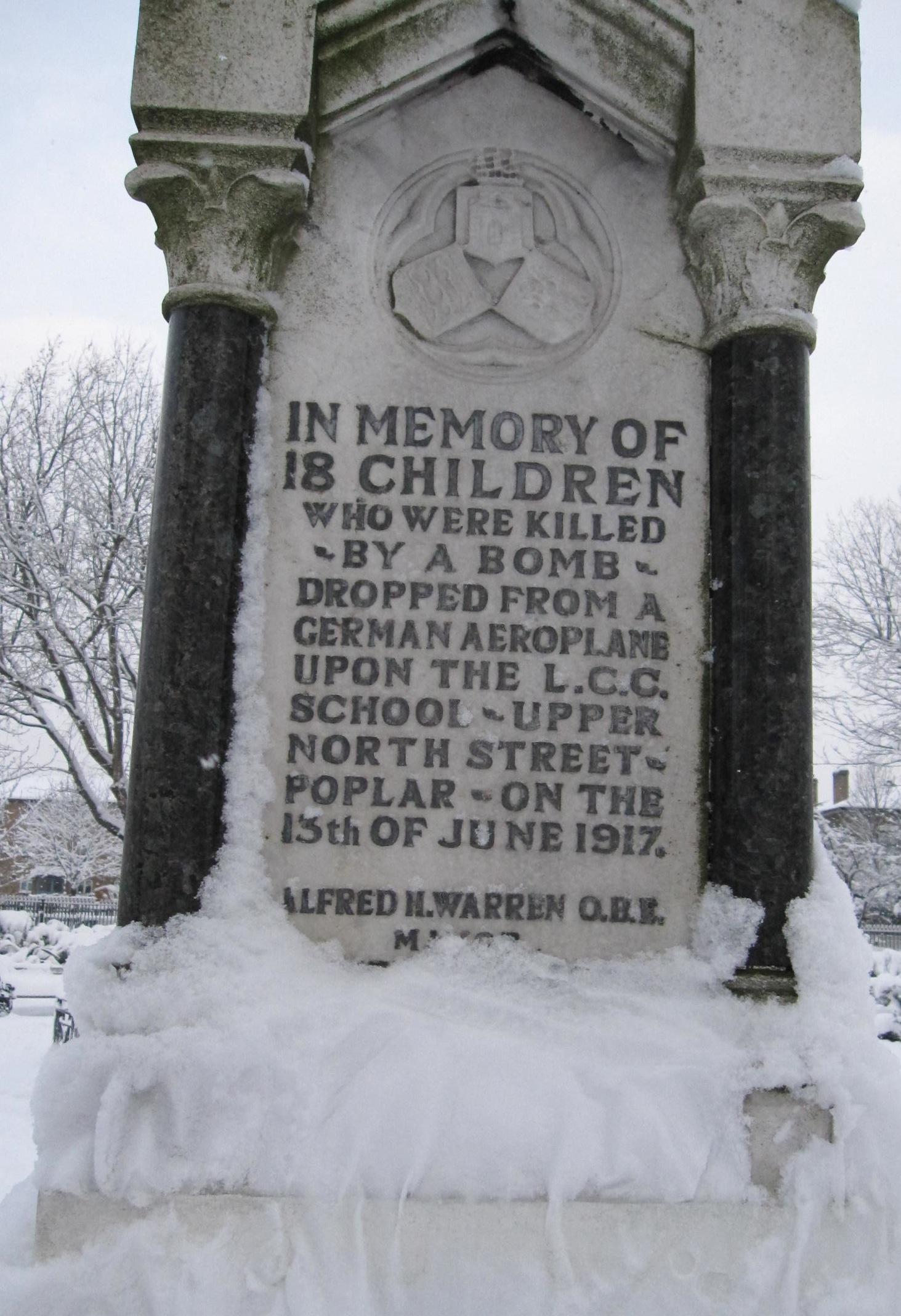
ポプラーの爆撃で犠牲となった児童の慰霊碑

2回目の攻撃は1917年6月5日に行われたものの、攻撃目標はケントの港町シアネスに変更された。
6月13日、初めて昼間に行われたロンドンへの爆撃では、ポプラー地区の小学校の児童18人を含む162人が死亡し、432人が負傷した。死者のうち46名は子供であり、彼らはの小学校に落下した爆弾によって命を奪われた。この攻撃による被害は第一次大戦中に行われた爆撃によるものとしては最大であり、一方でゴータ機の損害は皆無であった。この攻撃について空軍准将ライオネル・チャールトンは1938年に｢戦争の歴史における新しい時代の始まりであった｣と表現している 。
これだけの被害が出た原因としては航空機による昼間爆撃の脅威を人々があまり理解していなかったことがあると思われる。イギリス陸軍航空隊第39中隊に所属していたパイロット、チャールズ・シャボー中尉（Lt. Charles Chabot）は「・・・攻撃はそれほど激しいものではなかったために人々は通りに出て眺めていた。彼らは身を隠したり、攻撃を避けたりすることは無かった。」との記録を残している。
対処計画がほとんど無かったこともあり、初期のゴータ機を迎撃するという試みはあまり効果的ではなかった。多数のイギリス軍機が飛び立ったにもかかわらず、爆撃機を迎撃できるだけの高度に到達することができなかったのである。ジェームズ・マックデン大尉は92機の航空機からなる迎撃部隊の一員であったが、搭乗した航空機の性能のために迎撃で戦果を挙げることは無かった。
ゴータ機による更なる爆撃は1917年7月7日に実施され、22機の爆撃機による攻撃で死者54名・負傷者190名の被害が発生した。負傷原因の多くは落下してきた高射砲の砲弾によるものであった。ゴータ機編隊に対しイギリス軍航空隊はのべ100回の出撃を行ったが撃墜1機・撃破3機の損害を与えるにとどまり、逆に2機のイギリス軍機がゴータ機によって撃墜された。
1917年5月から8月にかけてKagohl 3は8回のイギリス本土昼間爆撃を実施し、うち3回がロンドンに対する攻撃であった。9月の初め頃になるとイギリス軍防空部隊の強化によってKagohl 3は昼間爆撃を中止せざるを得なくなった。夜間爆撃は迎撃機や対空砲火による攻撃から爆撃機を守るための方法であるが、一方で夜間爆撃には非常に高度な航行・着陸技術を必要とした。損傷を受けてやっとのことで基地に帰ってきた航空機は着陸の際に事故を引き起こして失われた。
1917年12月にKagohl 3はBogohl 3'（Bogohl：Bombengeschwader der Obersten Heeresleitung）に改名された。他のBogohlは3隊のBostas (Bombenstaffel)から成っていたが、Bogohl 3は以前のように6隊のstaffelnから成っていた。Bogohl 3は大きな損害をこうむったことから1918年2月に戦闘任務から引き上げることとなった。
1918年3月14日の夜ゴータ機は再びイギリス上空に舞い戻り、最後にして最大となる攻撃を実施した。Bogohl 3からは38機のゴータ機がロンドン攻撃に参加したが多くの損失を出した。6機が迎撃機と対空砲火によって撃墜され、7機が着陸時の事故によって失われた。この攻撃の後、ゴータ機の活動は西部戦線における戦術爆撃のみに限定された。
ゴータ機によるイギリス攻撃は22回に及び、作戦中に61機が失われた。投下した爆弾の総量は 186,830 lb (84,745 kg) に達した。